# 聖多明哥地鐵
聖多明哥地鐵（西班牙語：Metro de Santo Domingo）是多明尼加共和國首都聖多明哥的城市軌道交通系統，於2009年正式營運。目前有兩條路線與34座車站，為加勒比海地區規模最大的地鐵系統。马德里地铁为其提供了技术咨询。

## 路線
- 1號線（Villa Mella至Centro de los Héroes）[4]

全長14.5公里（9.0英里），16 站
- 2號線（Ave. Luperón至Carretera Mella）[5]

全長16.5公里（10.3英里），18 站